# Lüttich–Bastogne–Lüttich 2012
Lüttich–Bastogne–Lüttich 2012 war die 98. Austragung von Lüttich–Bastogne–Lüttich, eines eintägigen Straßenradrennens. Es wurde am 22. April 2012 über eine Distanz von 257,5 km ausgetragen und war das dreizehnte Rennen der UCI WorldTour 2012. Das Rennen wurde von Maxim Iglinski vor Vincenzo Nibali und Enrico Gasparotto gewonnen.
Am Côte de la Roche aux Faucons bildete sich die entscheidende Spitzengruppe. Pierre Rolland attackierte und Vincenzo Nibali folgte ihm als Erster. Am steilsten Teilstück bricht das Feld auseinander. Vincenzo Nibali, Jelle Vanendert, Philippe Gilbert und Pierre Rolland erreichen als Erste die Spitze des Anstiegs und Vincenzo Nibali stürzt sich die Straßen hinunter (eine seiner Stärken), und schafft es, eine Lücke zu reißen. Der Rest kann sich nicht darüber einigen, ob und wer folgen soll, die Kräfte sind offenbar am Ende.
Astana ist das einzige Team mit drei Leuten in der Hauptgruppe, jedoch haben alle drei wenig Chancen auf den Sieg, wenn es unter anderem gegen Philippe Gilbert zum Sprintfinish kommen würde. Joaquim Rodríguez, der Sieger vom Flèche Wallonne, und Maxim Iglinski machen das einzig Sinnvolle und attackieren alleine, um Vincenzo Nibali mit mittlerweile 40 Sekunden Vorsprung einzuholen und auf einen zweiten oder dritten Platz zu hoffen.
Auf den letzten 8 Kilometern und am letzten Anstieg leidet Vincenzo Nibali sichtlich. Währenddessen hängt Maxim Iglinski Joaquim Rodríguez ab und fährt alleine um, wie er denkt, den zweiten Platz. Die offizielle Lücke zu Vincenzo Nibali beträgt 45 Sekunden, der Sieger scheint festzustehen. Dies war allerdings ein Trugschluss, die offizielle Zeit ist falsch. Vincenzo Nibali hat mehr Sekunden verloren, als zuerst gedacht. Der Abstand zu Maxim Iglinski beträgt nur noch 10 Sekunden, dieser kann das grüne Trikot vom Italiener vor ihm schon fast sehen.
Kurz vor der 1-Kilometer-Marke holt der Kasache Vincenzo Nibali ein und fährt mit großem Abstand vor ihm ins Ziel und gewinnt Lüttich–Bastogne–Lüttich 2012. 20 Sekunden danach kommt ein sichtlich angeschlagener Vincenzo Nibali ins Ziel. Dritter im Gruppensprint wird, Iglinskis Teamkollege und Sieger des Amstel Gold Race, Enrico Gasparotto.

## Teams
Da Lüttich–Bastogne–Lüttich ein UCI-WorldTour-Rennen ist, waren alle 19 UCI ProTeams automatisch eingeladen und verpflichtet, eine Mannschaft zu schicken. Sieben weitere Mannschaften wurde eine Wildcard für das Rennen gegeben und daraus bildete sich das aus 26 Teams bestehende Fahrerfeld.
19 UCI WorldTeam haben an dem Rennen teilgenommen:
| Name                        | Code | Nationalität           |
| --------------------------- | ---- | ---------------------- |
| AG2R La Mondiale            | ALM  | Frankreich             |
| Astana Pro Team             | AST  | Kasachstan             |
| BMC Racing Team             | BMC  | Vereinigte Staaten     |
| Movistar                    | MOV  | Spanien                |
| Euskaltel-Euskadi           | EUS  | Spanien                |
| Garmin-Barracuda            | GRS  | Vereinigte Staaten     |
| Lampre-ISD                  | LAM  | Italien                |
| Liquigas-Cannondale         | CAN  | Italien                |
| RadioShack-Nissan           | RLT  | Luxemburg              |
| Rabobank Cycling Team       | BEL  | Niederlande            |
| Omega Pharma-Quick Step     | OPQ  | Belgien                |
| Team Saxo Bank-Tinkoff Bank | TST  | Dänemark               |
| Sky ProCycling              | SKY  | Vereinigtes Königreich |
| Vacansoleil-DCM             | VCD  | Niederlande            |
| FDJ-Big Mat                 | FDJ  | Frankreich             |
| Lotto Belisol Team          | LTB  | Belgien                |
| Orica GreenEdge             | OGE  | Australien             |
| Team Argos-Shimano          | ARG  | Niederlande            |
| Katusha Team                | KAT  | Russland               |

Diesen 7 Teams wurde eine Wildcard gegeben:
| Name (UCI Code)                     | Nationalität       |
| ----------------------------------- | ------------------ |
| Accent Jobs-Willems Veranda’s (ACC) | Belgien            |
| Saur-Sojasun (SOJ)                  | Frankreich         |
| Landbouwkrediet-Euphony (CRE)       | Belgien            |
| Topsport Vlaanderen-Mercator (TSV)  | Belgien            |
| Team Europcar (EUC)                 | Frankreich         |
| Team Argos-Shimano (SUN)            | Niederlande        |
| Team Type 1-Sanofi (TT1)            | Vereinigte Staaten |

## Berge

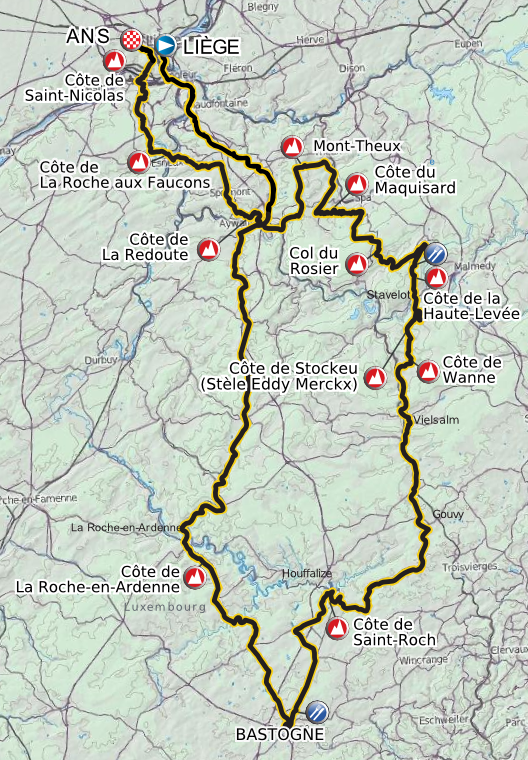
Streckenverlauf von Lüttich–Bastogne–Lüttich 2012

| km    | Name                         | Länge in km | Steigung in Prozent |
| ----- | ---------------------------- | ----------- | ------------------- |
| 070,0 | Côte de la Roche-en-Ardenne  | 2,8         | 6,2                 |
| 116,5 | Côte de Saint-Roch           | 1,0         | 11,0                |
| 160,0 | Côte de Wanne                | 2,7         | 7,3                 |
| 166,5 | Côte de Stockeu              | 1,0         | 12,2                |
| 172,0 | Côte de la Haute-Levée       | 3,6         | 5,7                 |
| 185,0 | Côte du Rosier               | 4,4         | 5,9                 |
| 198,0 | Côte du Maquisard            | 2,5         | 5,0                 |
| 208,0 | Mont-Theux                   | 2,7         | 5,9                 |
| 223,0 | Côte de la Redoute           | 2,0         | 8,8                 |
| 238,0 | Côte de la Roche aux Faucons | 1,5         | 9,3                 |
| 252,0 | Côte de Saint-Nicolas        | 1,2         | 8,6                 |

## Ergebnis
| Platz | Fahrer            | Nation | Team                  | Zeit         | Punkte |
| ----- | ----------------- | ------ | --------------------- | ------------ | ------ |
| 01.   | Maxim Iglinski    | KAZ    | Astana Pro Team       | 6:43:52 h    | 100    |
| 02.   | Vincenzo Nibali   | ITA    | Liquigas-Cannondale   | +21 "        | 080    |
| 03.   | Enrico Gasparotto | ITA    | Astana Pro Team       | +36 "        | 070    |
| 04.   | Thomas Voeckler   | FRA    | Team Europcar         | gleiche Zeit | 060    |
| 05.   | Dan Martin        | IRL    | Garmin-Barracuda      | gleiche Zeit | 050    |
| 06.   | Bauke Mollema     | NED    | Rabobank Cycling Team | gleiche Zeit | 040    |
| 07.   | Samuel Sánchez    | ESP    | Euskaltel-Euskadi     | gleiche Zeit | 030    |
| 08.   | Michele Scarponi  | ITA    | Lampre-ISD            | gleiche Zeit | 020    |
| 09.   | Ryder Hesjedal    | CAN    | Garmin-Barracuda      | gleiche Zeit | 010    |
| 10.   | Jelle Vanendert   | BEL    | Lotto Belisol Team    | gleiche Zeit | 004    |